# Kreis Grünberg (Hessen)

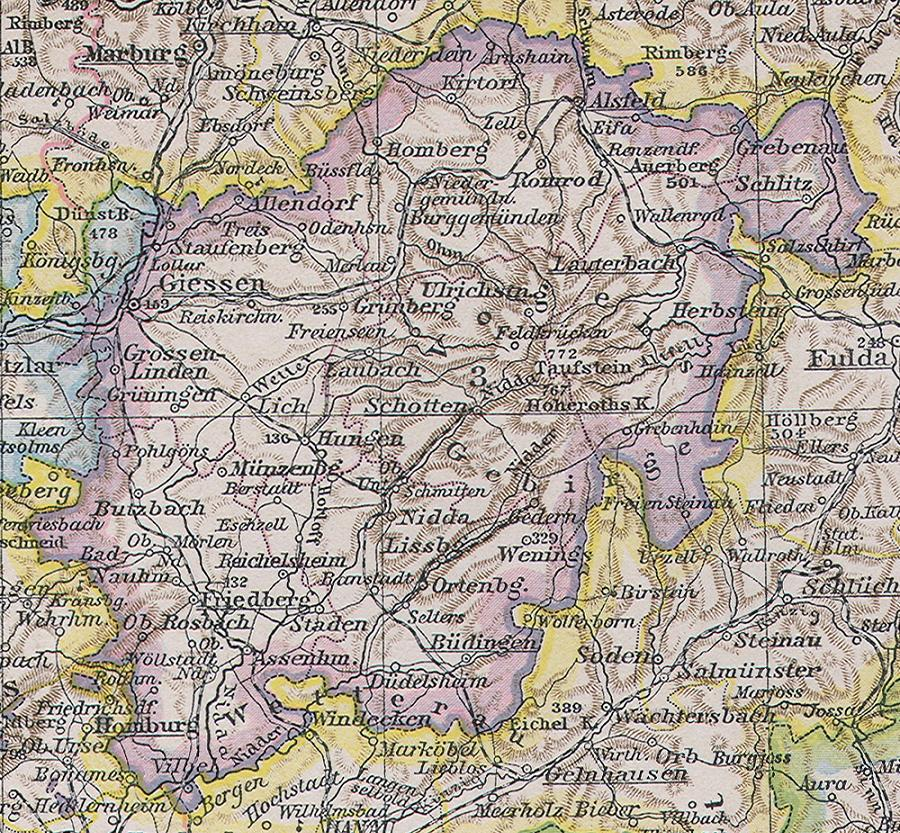
Oberhessen mit Kreisgrenzen von 1905

Der Kreis Grünberg war ein Landkreis in der Provinz Oberhessen des Großherzogtums Hessen. Das ehemalige Kreisgebiet gehört heute teils zum Landkreis Gießen und teils zum Vogelsbergkreis in Hessen.

## Geschichte

### Entwicklung
Der Kreis Grünberg wurde 1832 aus dem Landratsbezirk Grünberg und einem Teil des Landratsbezirks Gießen gebildet. Am 1. Juli 1837 wechselten 25 Gemeinden aus dem Kreis Grünberg in den Kreis Gießen. Gleichzeitig erhielt der Kreis Grünberg 18 Gemeinden aus dem Landratsbezirk Hungen und 10 Gemeinden aus dem Kreis Nidda.
Zwischen 1848 und 1852 war das Großherzogtum Hessen in Regierungsbezirke eingeteilt. Während dieser Zeit gehörte das Kreisgebiet zum Regierungsbezirk Gießen. Am 12. Mai 1852 wurden wieder Kreise geschaffen; dabei wurde aus dem Landgerichtsbezirk Grünberg ein neu abgegrenzter Kreis Grünberg gebildet.
Am 1. Juli 1874 wurde der Kreis Grünberg im Rahmen einer hessischen Kreisreform aufgelöst. Seine Gemeinden wurden in die oberhessischen Kreise Alsfeld, Gießen und Schotten eingegliedert.
1852 hatte der Kreis Grünberg 19.844 Einwohner in 38 Gemeinden.

### Kreisräte
- 1832–1848 Wilhelm Georg Ludwig Ouvrier.[6]

Von 1848 bis 1852 gab es im Großherzogtum Hessen keine Kreise. Deren Aufgaben wurden von Regierungsbezirken wahrgenommen.
- 1852–1860 Karl Wilhelm Gustav von Zangen (1852–1854 kommissarisch)[7]
- 1860–1865 Friedrich Joseph Gräff[8]
- 1865–1869 Friedrich Ludwig Johann Schaaf, verstarb im Amt.
- 1869–1874 Georg Dietzsch, 1869–1871 kommissarisch

## Gemeinden
Die Gemeinden des Kreises Grünberg mit ihrer Einwohnerzahl (Stand 1852) und späteren Kreiszugehörigkeit:
| Gemeinde           | Einwohner 1852 | Kreis 1874 |
| ------------------ | -------------- | ---------- |
| Allertshausen      | 267            | Gießen     |
| Atzenhain          | 524            | Alsfeld    |
| Beltershain        | 350            | Gießen     |
| Bernsfeld          | 446            | Alsfeld    |
| Climbach           | 293            | Gießen     |
| Ermenrod           | 380            | Alsfeld    |
| Flensungen         | 464            | Alsfeld    |
| Geilshausen        | 529            | Gießen     |
| Göbelnrod          | 284            | Gießen     |
| Groß-Eichen        | 875            | Schotten   |
| Grünberg, Stadt    | 2456           | Gießen     |
| Harbach            | 431            | Gießen     |
| Ilsdorf            | 175            | Alsfeld    |
| Kesselbach         | 473            | Gießen     |
| Kirschgarten       | 53             | Alsfeld    |
| Klein-Eichen       | 167            | Schotten   |
| Lauter             | 435            | Gießen     |
| Lehnheim           | 453            | Alsfeld    |
| Lindenstruth       | 330            | Gießen     |
| Londorf            | 1033           | Gießen     |
| Lumda              | 479            | Gießen     |
| Merlau             | 474            | Alsfeld    |
| Nieder-Ohmen       | 1401           | Alsfeld    |
| Ober-Ohmen         | 1013           | Alsfeld    |
| Odenhausen         | 322            | Gießen     |
| Queckborn          | 709            | Gießen     |
| Reinhardshain      | 384            | Gießen     |
| Rüddingshausen     | 852            | Gießen     |
| Ruppertenrod       | 780            | Alsfeld    |
| Saasen             | 540            | Gießen     |
| Stangenrod         | 445            | Gießen     |
| Stockhausen        | 212            | Gießen     |
| Unter-Seibertenrod | 316            | Schotten   |
| Weickartshain      | 419            | Gießen     |
| Weitershain        | 487            | Gießen     |
| Wettsaasen         | 264            | Alsfeld    |
| Winnerod           | 86             | Gießen     |
| Zeilbach           | 216            | Alsfeld    |